# Teenage Mercenary
Teenage Mercenary (en coreano: 입학용병, romanizado: Ibhag Yongbyeong) es un manhwa surcoreano publicado como webtoon escrito por YC e ilustrado por Rakyeon. Se ha serializado en la plataforma webtoon de Naver Corporation, Naver Webtoon, desde noviembre de 2020. Una adaptación de la serie al anime ha sido anunciada.

## Contenido de la obra

### Manhwa
Escrita por YC e ilustrada por Rakyeon, la serie comenzó a serializarse en Naver Webtoon el 7 de noviembre de 2020. Line Webtoon publica la serie en inglés y español desde 2021.

### Anime
Una adaptación de la serie al anime fue anunciada el 19 de junio de 2025.

## Recepción
En la plataforma Line Manga en Japón, fue el título más popular en 2023 y 2024. En 2023, generó 100 millones de yenes en ingresos, la mayor cantidad de cualquier título ese año.